# 경남제약
경남제약은 대한민국의 비타민, 건강 기능식품 가공 업체이다. 본사는 경상남도 의령군에 위치하고 있다.

## 연혁
- 1957년 6월 : 경남제약 설립
- 1957년 7월 : 무좀 완선 치료제 PM(피엠)정 출시
- 1976년 8월 : 법인 전환
- 1983년 4월 : 무좀 치료제 PM(피엠)이 40ml 재출시
- 1983년 10월 : 비타민C 레모나 출시
- 1984년 7월 : 무좀 치료제 PM(피엠)이 크림형태 출시
- 1985년 4월 : 진해거담제 미놀트로키 출시
- 1987년 3월 : 무좀 치료제 PM(피엠)이 60ml 재출시
- 1988년 3월 : 한국 광고대상 레모나 수상
- 1992년 7월 : 충남 아산시 신창면 KGMP 공장 준공
- 1998년 2월 : 보건복지부 장관 표창 수상
- 1998년 12월 : (주)경남제약 법인전환
- 2000년 3월 : 국세청장 표창 수상 (납세의 의무 성실 이행)
- 2005년 4월 : 대한민국 브랜드 스타 비타민C 제제 부문 1위
- 2006년 11월 : 식품의약품안전처 MFDS 표창 수상
- 2007년 8월 : 대표이사 회장 이희철 취임.
- 2008년 1월 : 인태반 드링크 "자하생력" 출시
- 2008년 4월 : 대한민국 브랜드스타 비타민C 제제 5회 연속 1위
- 2008년 11월 : 인태반 주사제 "플라젠시아주" 출시
- 2010년 4월 : 합병 상장 (HS바이오팜 + 구. 경남제약 = 경남제약)
- 2011년 10월 : 통합 경남제약 출범 (화성바이오팜 + 경남제약 = 경남제약)
- 2013년 1월 : 대표이사 사장 오창환 취임
- 2015년 10월 : 중국인이 선정하는 한국 브랜드 2위 선정(주관 : 中國人民一譜, 한국소비자포럼)
- 2016년 3월 : 대표이사 사장 류충효 취임
- 2016년 8월 : 아시아 로하스 산업대전, 바이오 부문 '복지부장관상'수상
- 2017년 9월 : 레모나, 레모비타씨정 중국 CFDA 보건식품등록 최종 승인
- 2017년 12월 : 중국 법인 설립 (중국 상하이 창닝구)
- 2018년 7월 : 레모나, 올해의 브랜드 대상 비타민제제 부문 14년 연속 대상 (주관 : 한국소비자포럼)
- 2018년 7월 : 레모나, 중국인이 선정한 대한민국 올해의 브랜드 대상 이너뷰티 부문 5년 연속 수상 (주관 : 중국인민일보, 한국소비자 포럼)
- 2019년 5월 : 대표이사 하관호, 안주훈 취임.
- 2020년 3월 : 대표이사 배건우 취임.
- 2020년 4월 : 안국약품-경남제약 눈 영양제 토비콤에스 판매계약 제휴
- 2024년 5월 : 진단테스트기 제조업체 ㈜휴마시스 경영권 인수
- 2024년 7월 : 무좀 치료제 PM(피엠)이 판매 67주년만에 패키지 리뉴얼으로 재출시

## 제품소개

### 일반의약품
- 피엠
  - 피엠외용액 (제조자 : 태극제약㈜ )
  - 피엠트리플크림 (제조자 : ㈜퍼슨)
  - 피엠졸큐액 (제조자 : 태극제약㈜ )
  - 피엠쿨에어로졸 (제조자 : 신신제약㈜ )
  - 피엠네일라카 (제조자 : ㈜제뉴원사이언스)
- 미놀트로키
- 리놀트로키
- 자하생력
- 플라젠시아주
- 경남우황청심원
- 경남경옥고
- 굿모닝에이스 (제조의뢰원 : (유)한풍제약)

### 전문의약품
- 링거라이트액
- 퓨어킨외용액
- 플라젠시아주
- 아로빈주
- 갈로닉주

### 의약외품
- 레모나
- 미놀덴탈
- 경남핸드클린손소독제

### 건강기능식품
- 레모나핑크
- 칼로 시리즈
- 비타쮸

## 본점 및 지점 현황
- 본점: 경상남도 의령군 의령읍 구룡로4남길 79
- 서울지점: 서울특별시 강남구 언주로 702, 6, 7, 11층(일부) (논현동, 라이프플렉스타워)
- 아산공장: 충청남도 아산시 신창면 서부남로790번길 49